# Hénin-sur-Cojeul
Hénin-sur-Cojeul és un municipi francès situat al departament del Pas de Calais i a la regió dels Alts de França. L'any 2007 tenia 443 habitants.

## Demografia

### Població
El 2007 la població de fet de Hénin-sur-Cojeul era de 443 persones. Hi havia 158 famílies de les quals 32 eren unipersonals (12 homes vivint sols i 20 dones vivint soles), 43 parelles sense fills, 71 parelles amb fills i 12 famílies monoparentals amb fills.
La població ha evolucionat segons el següent gràfic:
Habitants censats

### Habitatges
El 2007 hi havia 166 habitatges, 161 eren l'habitatge principal de la família i 6 estaven desocupats. Tots els 166 habitatges eren cases. Dels 161 habitatges principals, 149 estaven ocupats pels seus propietaris, 7 estaven llogats i ocupats pels llogaters i 5 estaven cedits a títol gratuït; 2 tenien dues cambres, 15 en tenien tres, 33 en tenien quatre i 111 en tenien cinc o més. 130 habitatges disposaven pel capbaix d'una plaça de pàrquing. A 65 habitatges hi havia un automòbil i a 80 n'hi havia dos o més.

### Piràmide de població
La piràmide de població per edats i sexe el 2009 era:
| Homes | Edats   | Dones |
| ----- | ------- | ----- |
| 0     | 95 o +  | 0     |
| 0     | 90 a 94 | 0     |
| 4     | 85 a 89 | 0     |
| 0     | 80 a 84 | 0     |
| 8     | 75 a 79 | 8     |
| 12    | 70 a 74 | 4     |
| 8     | 65 a 69 | 12    |
| 0     | 60 a 64 | 4     |
| 12    | 55 a 59 | 8     |
| 12    | 50 a 54 | 16    |
| 8     | 45 a 49 | 12    |
| 20    | 40 a 44 | 8     |
| 16    | 35 a 39 | 8     |
| 16    | 30 a 34 | 36    |
| 8     | 25 a 29 | 0     |
| 4     | 20 a 24 | 8     |
| 12    | 15 a 19 | 0     |
| 8     | 10 a 14 | 12    |
| 24    | 5 a 9   | 20    |
| 8     | 0 a 4   | 8     |

## Economia
El 2007 la població en edat de treballar era de 283 persones, 208 eren actives i 75 eren inactives. De les 208 persones actives 200 estaven ocupades (108 homes i 92 dones) i 8 estaven aturades (2 homes i 6 dones). De les 75 persones inactives 18 estaven jubilades, 32 estaven estudiant i 25 estaven classificades com a «altres inactius».

### Ingressos
El 2009 a Hénin-sur-Cojeul hi havia 172 unitats fiscals que integraven 475,5 persones, la mediana anual d'ingressos fiscals per persona era de 19.041 €.

### Activitats econòmiques
Dels 6 establiments que hi havia el 2007, 1 era d'una empresa de fabricació d'altres productes industrials, 2 d'empreses de comerç i reparació d'automòbils, 1 d'una empresa de transport, 1 d'una empresa de serveis i 1 d'una entitat de l'administració pública.
Els 3 serveis als particulars que hi havia el 2009 eren tallers de reparació d'automòbils i de material agrícola.
L'any 2000 a Hénin-sur-Cojeul hi havia 6 explotacions agrícoles que ocupaven un total de 510 hectàrees.

## Equipaments sanitaris i escolars
El 2009 hi havia una escola elemental integrada dins d'un grup escolar amb les comunes properes formant una escola dispersa.

## Poblacions més properes
El següent diagrama mostra les poblacions més properes.